# Doneda
Doneda è un cognome di lingua italiana.

## Varianti
D'Oneda, Donida, Oneda.

## Origine e diffusione
Cognome tipicamente lombardo, è presente prevalentemente nel milanese.
Potrebbe derivare dal toponimo Oneta.